# Гавриїл (Голосов)
Єпископ Гавриїл (в миру Григорій Васильович Голосов; 6 (18) січня 1839 року, Кулачево, Ростовський повіт, Ярославська губернія — 13 (26) серпня 1916 року, Жолтиків монастир) — єпископ Російської православної церкви, єпископ Омський і Семипалатинський.

## Біографія
Григорій Голосів народився 6 січня 1839 року в родині псаломщика. Закінчив Борисоглібське духовне училище, Ярославську духовну семінарію. У 1863 році вступив в Санкт-Петербурзьку духовну академію.
7 лютого 1864 пострижений в чернецтво та 25 березня висвячений на ієродиякона.
У 1867 році закінчив академію.
19 червня в тому ж році висвячений на ієромонаха і 26 жовтня призначено викладачем Священного писання Уфимської духовної семінарії.
C 26 жовтня 1868 року — викладач в Тверській духовній семінарії. Викладав моральне, пастирське, викривальне богослов'я, давньоєврейську мову, з 1871 року читав гомілетику, з 1873 року переміщений в клас літургіки і з'єднаних з нею предметів. З 15 квітня 1869 році — помічник інспектора у тій самій семінарії.
5 вересня 1872 році отримав ступень кандидата богослов'я за твір «Історичний огляд співів при богослужінні Помісних Церков перших століть».
4 січня 1882 року у зв'язку з хворобою звільнений зі служби. 17 січня введений у сан архімандрита і призначений настоятелем Тверського Успенського Жолтиків монастир .
У грудні 1882 року викликаний до Санкт-Петербургу на священнослужіння і проповіді.
12 грудня 1886 року по клопотанню архієпископа Сави (Тихомирова) призначений єпископом Старицького, вікарія Тверської єпархії. 14 грудня отого ж року у соборі Олександро-Невської лаври відбулася його архієрейська хіротонія.
З 4 жовтня 1897 року — єпископ Велико-Устюжский, вікарій Вологодської єпархії.
З 12 серпня 1904 року — єпископ Прилуцький, вікарій Полтавської єпархії.
9 грудня 1905 року затверджений єпископом Донецьким і Семипалатинським.
Виступив ініціатором заснування Омського відділу Російського народного союзу імені Михайла Архангела, який був відкритий 22 жовтня 1908 року.
З 1909 року — почесний член Санкт-Петербурзької духовної академії.
З 18 лютого 1911 року «внаслідок похилих років» звільнений на спокій з місцеперебуванням на правах настоятеля в Арзамаському Спасо-Преображенському монастирі Нижегородської єпархії.
З 26 квітня того ж року проживав в Калязінському монастирі Тверської єпархії.
З 21 вересня 1911 року — керуючий Миколаївською пустиною тієї ж єпархії.
22 листопада переведений на посаду керуючого Жолтіковськім Успенським монастирем. C 1916 року — настоятель того ж монастиря.
Помер 13 серпня 1916 року в Жолтіковському монастирі. Похований під дзвіницею монастиря.

## Твори
- Керівництво з літургіки або наука про православному богослужінні, що застосовується в межах Програми, виданої навчальним комітетом для учнів духовних семінарій. Твер, 1886 рік
- Православне моральне богослов'я, складене застосоване в межах Програми семінарського курсу. Вид. 1-е, Твер, 1885. Вид. 2-е, Твер, 1891.
- Збори слів, промов і інших статей. т. 1, Вел. Устюг, 1900.
- Збори слів, промов і інших статей. Т. 2, Омськ, 1910.
- Звернення до духовенства Омської єпархії та звернення до патріотів землі російської. Омськ, 1910.
- Пам'ятка російському патріоту. СПб., 1912.
- Голос архіпастиря до виборів у IV Державну думу.
- Замітка про дії різних партій в сучасному суспільному житті з часу видання закону про свободи. СПб, 1912.
- Історичний огляд піснеспівів при богослужінні помісних церков перших століть. Кандидатська дисертація. Кер. Ак. Бібл. I, 1872.